# Monte Carlo Masters 2012 - Qualificazioni singolare
Le qualificazioni del singolare del Monte Carlo Masters 2012 sono state un torneo di tennis preliminare per accedere alla fase finale della manifestazione. I vincitori dell'ultimo turno sono entrati di diritto nel tabellone principale. In caso di ritiro di uno o più giocatori aventi diritto a questi sono subentrati i lucky loser, ossia i giocatori che hanno perso nell'ultimo turno ma che avevano una classifica più alta rispetto agli altri partecipanti che avevano comunque perso nel turno finale.

## Teste di serie
1. Steve Darcis  (ultimo turno)
2. Michail Kukuškin  (qualificato)
3. Serhij Stachovs'kyj (primo turno)
4. Leonardo Mayer (primo turno)
5. Édouard Roger-Vasselin  (ultimo turno)
6. Lukáš Rosol (primo turno)
7. Tobias Kamke (primo turno)

1. Frederico Gil (qualificato)
2. Grigor Dimitrov (ultimo turno)
3. Adrian Ungur (ultimo turno)
4. Daniel Gimeno Traver (ultimo turno)
5. Matthias Bachinger (ultimo turno)
6. Victor Hănescu (qualificato)
7. Simone Bolelli (qualificato)

### Qualificati
1. Frederico Gil
2. Michail Kukuškin
3. Alessandro Giannessi
4. Federico Delbonis

1. Simone Bolelli
2. Guillaume Rufin
3. Victor Hănescu

## Tabellone

### Legenda
| - Q = Qualificato - WC = Wild card - LL = Lucky loser | - ALT = Alternate - SE = Special Exempt - PR = Protected Ranking | - w/o = Walkover - r = Ritirato - d = Squalificato |

### Sezione 1
|  | Primo turno | Primo turno        | Primo turno | Primo turno | Primo turno |  |  | Secondo turno | Secondo turno | Secondo turno | Secondo turno | Secondo turno |  |
|  |             |                    |             |             |             |  |  |               |               |               |               |               |  |
|  | 1           | Steve Darcis       | 6           | 1           |             |  |  |               |               |               |               |               |  |
|  | WC          | Sebastien Couberes | 2           | 0           | r           |  |  | 1             | Steve Darcis  | 3             | 6             | 65            |  |
|  |             | Arnau Brugués-Davi | 6           | 65          | 5           |  |  | 8             | Frederico Gil | 6             | 3             | 7             |  |
|  | 8           | Frederico Gil      | 1           | 7           | 7           |  |  |               |               |               |               |               |  |

### Sezione 2
|  | Primo turno | Primo turno      | Primo turno      | Primo turno | Primo turno |  |  | Secondo turno | Secondo turno    | Secondo turno    | Secondo turno | Secondo turno |  |
|  |             |                  |                  |             |             |  |  |               |                  |                  |               |               |  |
|  | 2           | Michail Kukuškin | Michail Kukuškin | 6           | 6           |  |  |               |                  |                  |               |               |  |
|  |             | Arnaud Clément   | Arnaud Clément   | 2           | 2           |  |  | 2             | Michail Kukuškin | Michail Kukuškin | 6             | 7             |  |
|  | WC          | Thomas Drouet    | Thomas Drouet    | 1           | 3           |  |  | 9             | Grigor Dimitrov  | Grigor Dimitrov  | 4             | 5             |  |
|  | 9           | Grigor Dimitrov  | Grigor Dimitrov  | 6           | 6           |  |  |               |                  |                  |               |               |  |

### Sezione 3
|  | Primo turno | Primo turno          | Primo turno | Primo turno | Primo turno |  |  | Secondo turno | Secondo turno        | Secondo turno        | Secondo turno | Secondo turno |  |
|  |             |                      |             |             |             |  |  |               |                      |                      |               |               |  |
|  | 3           | Serhij Stachovs'kyj  | 2           | 7           | 0           |  |  |               |                      |                      |               |               |  |
|  |             | Alessandro Giannessi | 6           | 64          | 6           |  |  |               | Alessandro Giannessi | Alessandro Giannessi | 6             | 7             |  |
|  |             | Iñigo Cervantes      | 4           | 7           | 2           |  |  | 11            | Daniel Gimeno Traver | Daniel Gimeno Traver | 1             | 62            |  |
|  | 11          | Daniel Gimeno Traver | 6           | 65          | 6           |  |  |               |                      |                      |               |               |  |

### Sezione 4
|  | Primo turno | Primo turno         | Primo turno         | Primo turno | Primo turno |  |  | Secondo turno | Secondo turno     | Secondo turno     | Secondo turno | Secondo turno |  |
|  |             |                     |                     |             |             |  |  |               |                   |                   |               |               |  |
|  | 4           | Leonardo Mayer      | Leonardo Mayer      | 65          | 4           |  |  |               |                   |                   |               |               |  |
|  |             | Federico Delbonis   | Federico Delbonis   | 7           | 6           |  |  |               | Federico Delbonis | Federico Delbonis | 6             | 6             |  |
|  | WC          | Guillaume Couillard | Guillaume Couillard | 4           | 2           |  |  | 10            | Adrian Ungur      | Adrian Ungur      | 4             | 1             |  |
|  | 10          | Adrian Ungur        | Adrian Ungur        | 6           | 6           |  |  |               |                   |                   |               |               |  |

### Sezione 5
|  | Primo turno | Primo turno             | Primo turno             | Primo turno | Primo turno |  |  | Secondo turno | Secondo turno          | Secondo turno | Secondo turno | Secondo turno |  |
|  |             |                         |                         |             |             |  |  |               |                        |               |               |               |  |
|  | 5           | Édouard Roger-Vasselin  | Édouard Roger-Vasselin  | 6           | 7           |  |  |               |                        |               |               |               |  |
|  |             | Daniel Muñoz de la Nava | Daniel Muñoz de la Nava | 2           | 5           |  |  | 5             | Édouard Roger-Vasselin | 7             | 2             | 5             |  |
|  |             | Serhij Bubka            | Serhij Bubka            | 2           | 4           |  |  | 14            | Simone Bolelli         | 64            | 6             | 7             |  |
|  | 14          | Simone Bolelli          | Simone Bolelli          | 6           | 6           |  |  |               |                        |               |               |               |  |

### Sezione 6
|  | Primo turno | Primo turno        | Primo turno        | Primo turno | Primo turno |  |  | Secondo turno | Secondo turno      | Secondo turno | Secondo turno | Secondo turno |  |
|  |             |                    |                    |             |             |  |  |               |                    |               |               |               |  |
|  | 6           | Lukáš Rosol        | 63                 | 7           | 3           |  |  |               |                    |               |               |               |  |
|  |             | Guillaume Rufin    | 7                  | 63          | 6           |  |  |               | Guillaume Rufin    | 1             | 6             | 6             |  |
|  |             | Stéphane Robert    | Stéphane Robert    | 1           | 3           |  |  | 12            | Matthias Bachinger | 6             | 3             | 3             |  |
|  | 12          | Matthias Bachinger | Matthias Bachinger | 6           | 6           |  |  |               |                    |               |               |               |  |

### Sezione 7
|  | Primo turno | Primo turno    | Primo turno    | Primo turno | Primo turno |  |  | Secondo turno | Secondo turno  | Secondo turno  | Secondo turno | Secondo turno |  |
|  |             |                |                |             |             |  |  |               |                |                |               |               |  |
|  | 7           | Tobias Kamke   | 6              | 5           | 4           |  |  |               |                |                |               |               |  |
|  |             | Michael Berrer | 3              | 7           | 6           |  |  |               | Michael Berrer | Michael Berrer | 1             | 4             |  |
|  | WC          | Thomas Oger    | Thomas Oger    | 3           | 4           |  |  | 13            | Victor Hănescu | Victor Hănescu | 6             | 6             |  |
|  | 13          | Victor Hănescu | Victor Hănescu | 6           | 6           |  |  |               |                |                |               |               |  |